# San Alejo
San Alejo är en ort i Mexiko, tillhörande kommunen Ixtapan de la Sal i delstaten Mexiko. Orten hade 1 404 invånare vid folkräkningen 2010 och är kommunens tredje största samhälle.